# 布雷利环形山 (月球)
布雷利陨石坑(Brayley)是位于月球正面雨海西南的一座年轻小撞击坑，约形成于32-11亿年前的爱拉托逊纪，其名称取自英国地理学家暨图书馆员爱德华·威廉·布雷利(1801年-1870年)，1935年被国际天文学联合会批准接受。

## 描述

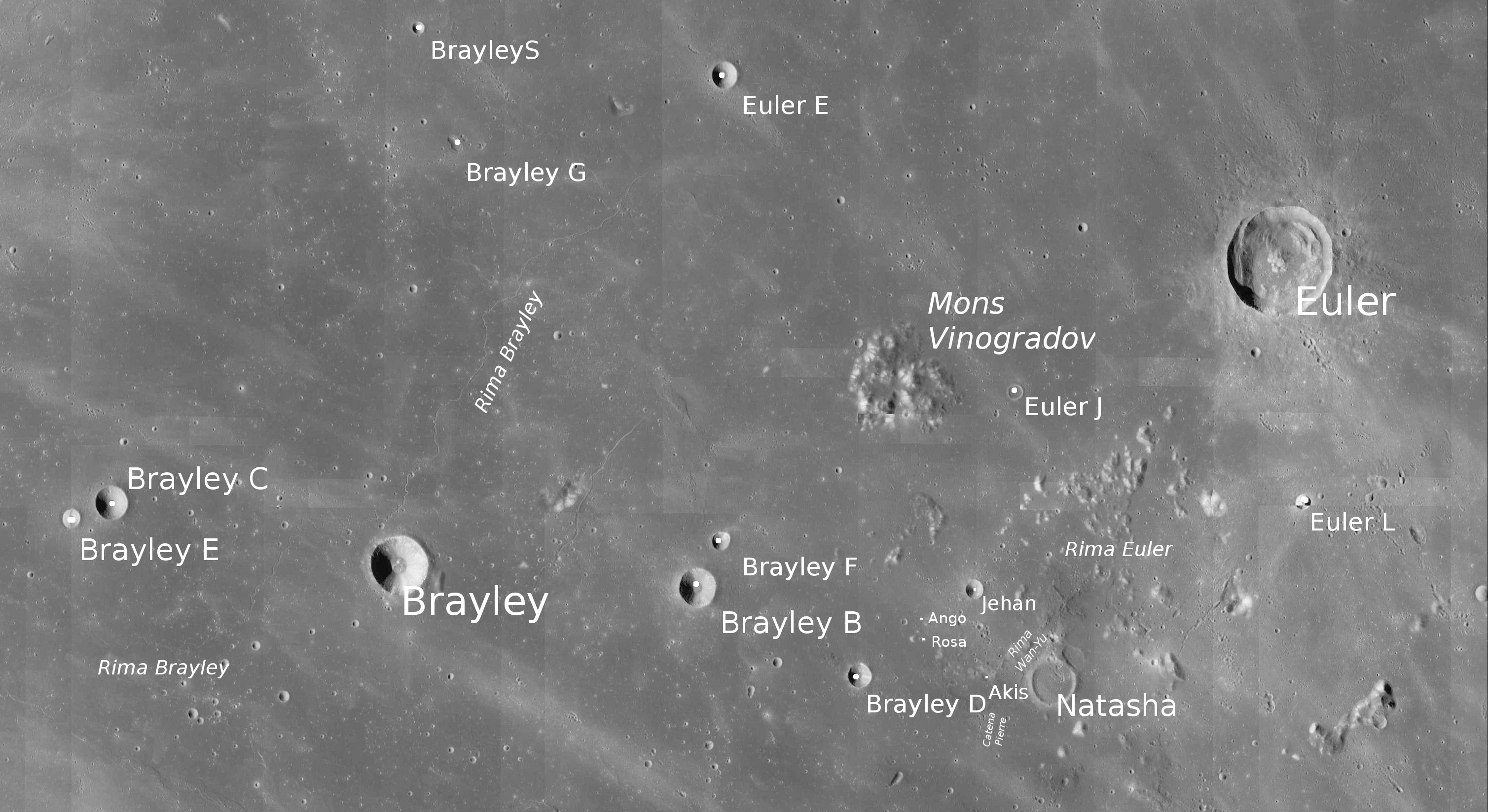
布雷利环形山及周边地区

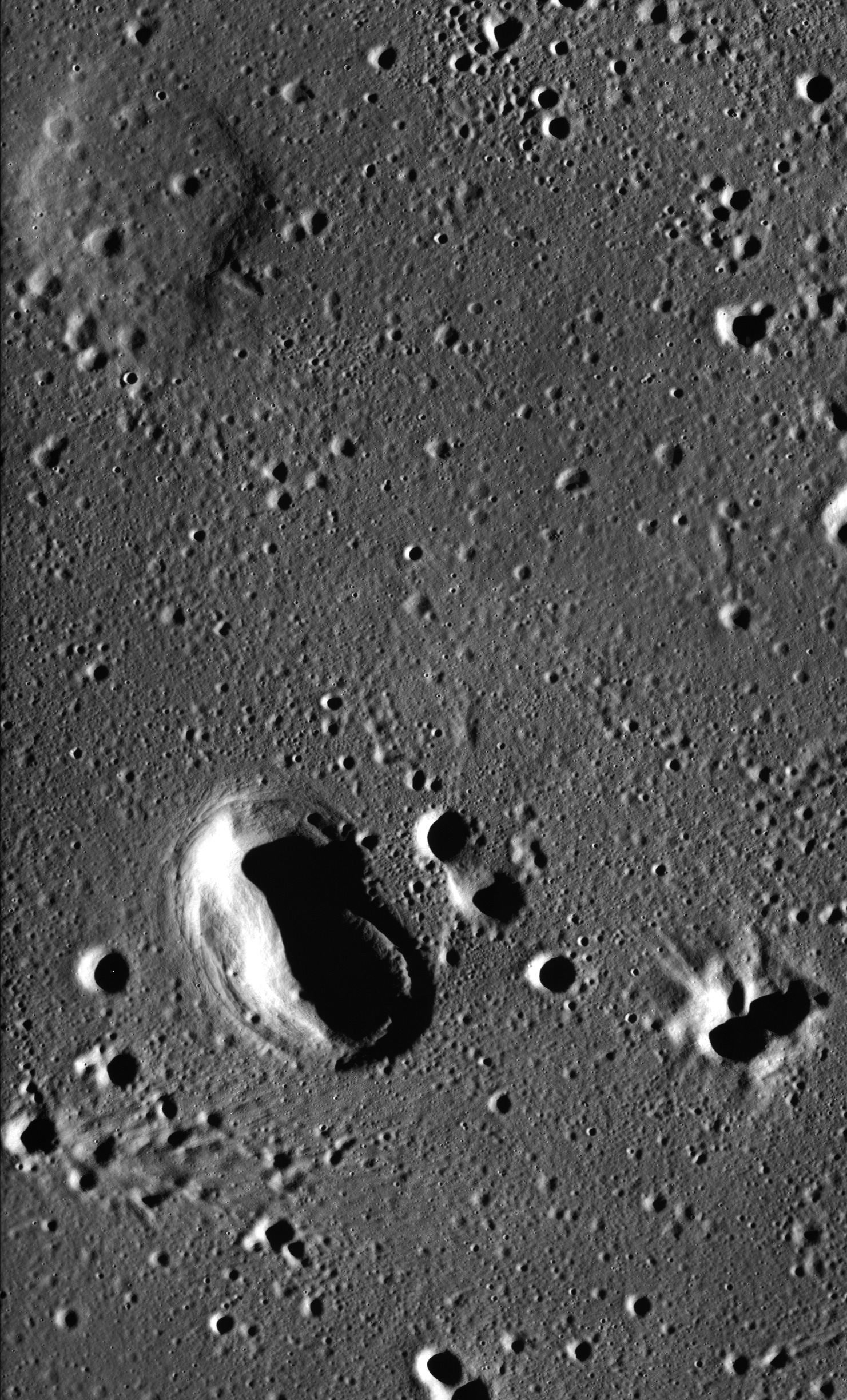
阿波罗17号拍摄，底部中央是极年轻且无坑沿的"布雷利 G 陨坑"，它可能形成于坍塌而非撞击。

该陨坑西北靠近更大的普林茨陨石坑、东北偏北分别毗邻小陨坑阿齐莫维奇和丢番图，更小的洁罕坑和娜塔莎坑位于它的东侧，而它的西、北二面与狭窄、蜿蜒的布雷利月溪(从地球上用业余天文望远镜看不太清楚)相连接，而往东北偏东和西北可分别看到坐落着维诺格拉多夫山和哈宾杰山脉，南面更远处则横亘了贝萨里翁陨石坑。该陨坑中心月面坐标为20°54′N 36°56′W / 20.90°N 36.94°W，直径14.17公里，深约2288米。
布雷利陨石坑是一座碗状的小撞击坑，带有一圈尖峭完整的坑壁和中央略为隆起的坑底，它的侧壁最大高出周边地形530米，环坑沿及坑底均没有覆盖明显的撞击坑。布雷利陨坑已被月球和行星观测协会(ALPO)列入《带有明亮射纹系统的撞击坑列表》以及《内侧壁带有深色辐射纹的撞击坑列表》。

## 卫星陨石坑
按惯例，通过在最靠近布雷利陨石坑的卫星陨石坑中心点旁放置字母，以在月图中标示它们。
| 布雷利 | 月面坐标                          | 直径,公里 |
| ------ | --------------------------------- | --------- |
| B      | 20°44′N 34°19′W / 20.73°N 34.31°W | 9.2       |
| C      | 21°23′N 39°28′W / 21.39°N 39.46°W | 8.0       |
| D      | 20°01′N 32°53′W / 20.02°N 32.88°W | 6.2       |
| E      | 21°16′N 39°49′W / 21.27°N 39.82°W | 4.7       |
| F      | 21°05′N 34°06′W / 21.09°N 34.1°W  | 4.5       |
| G      | 24°10′N 36°26′W / 24.17°N 36.44°W | 4.3       |
| K      | 21°13′N 41°43′W / 21.21°N 41.72°W | 3.2       |
| L      | 20°55′N 42°39′W / 20.91°N 42.65°W | 3.5       |
| S      | 25°04′N 36°46′W / 25.06°N 36.76°W | 2.9       |

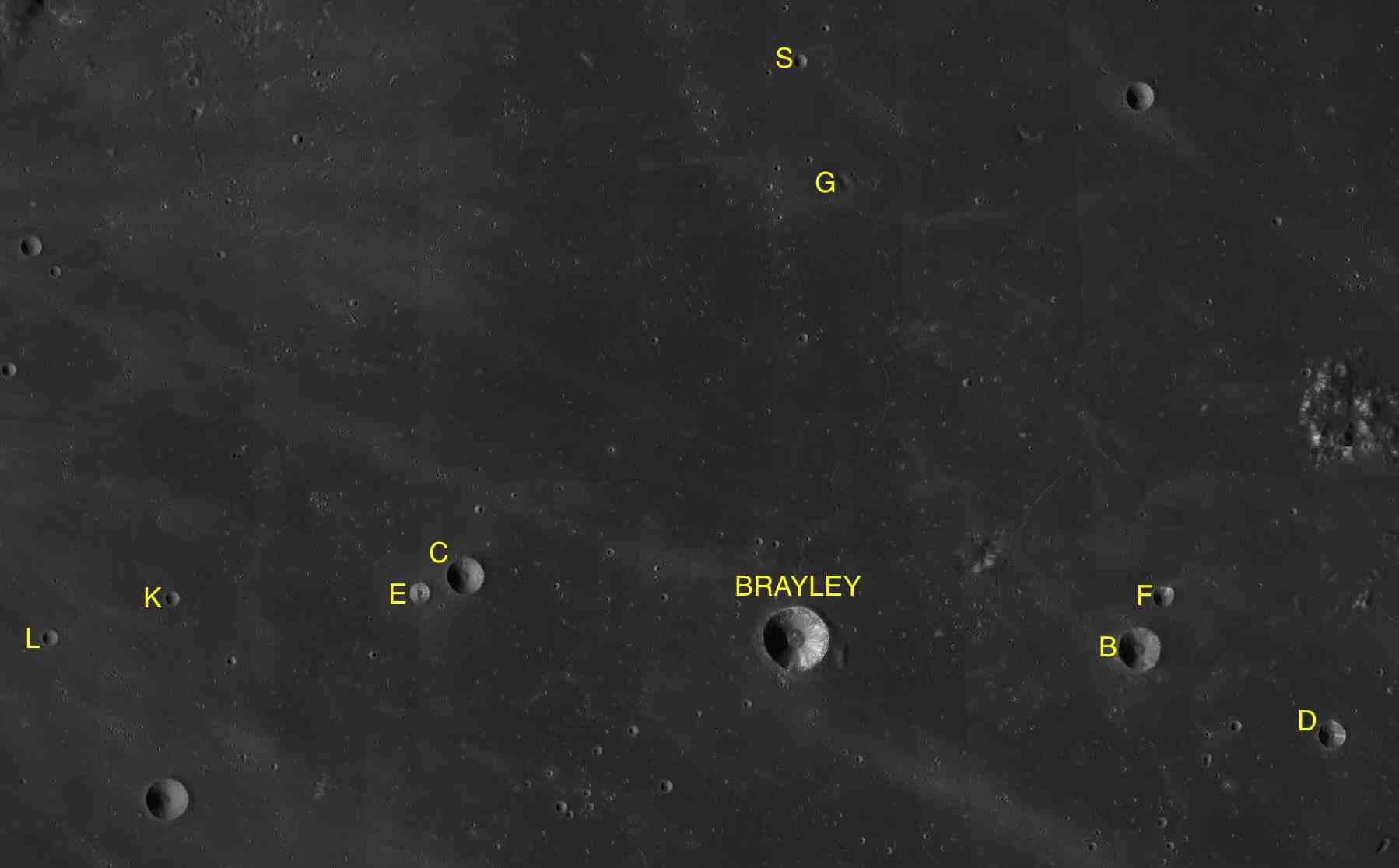
LAC-39 区域图.

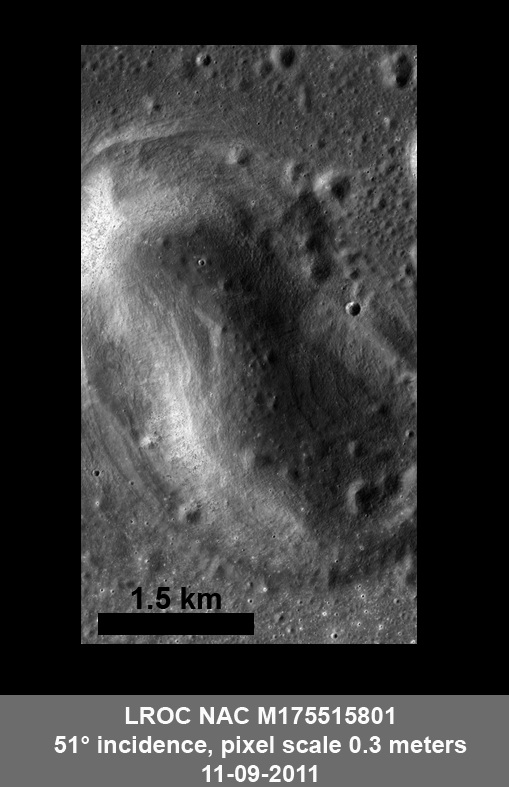
月球勘测轨道飞行器拍摄的卫星坑"布雷利 G"。

- 卫星坑"布雷利 B"和"布雷利 C"在月食期间曾被记录到表面温度异常，这主要是该类月坑的地质龄较短，表面尚未形成能产生隔热作用的表岩屑覆盖层所致，这是最年轻陨石坑的一种典型现象；
- 外观类似"8"字形的卫星坑"布雷利 G，曾在美国宇航局发表的《阿波罗计划：从轨道俯瞰》(NASA SP-362)中，被列入"异常类结构"。不像其它的陨石坑，它没有凸起的坑垒和撞击后堆积在周边的喷出物，从各方面看，它可能是一座火山口，而非撞击坑。

## 另请参阅
- Andersson, L. E.; Whitaker, E. A. . NASA RP-1097. 1982.
- Blue, Jennifer. . USGS. July 25, 2007  [2007-08-05]. （原始内容存档于2018-12-25）.
- Bussey, B.; Spudis, P. . New York: Cambridge University Press. 2004. ISBN 978-0-521-81528-4.
- Cocks, Elijah E.; Cocks, Josiah C. . Tudor Publishers. 1995. ISBN 978-0-936389-27-1.
- McDowell, Jonathan. . Jonathan's Space Report. July 15, 2007  [2007-10-24]. （原始内容存档于2018-12-25）.
- Menzel, D. H.; Minnaert, M.; Levin, B.; Dollfus, A.; Bell, B. . Space Science Reviews. 1971, 12 (2): 136–186. Bibcode:1971SSRv...12..136M. doi:10.1007/BF00171763.
- Moore, Patrick. . Sterling Publishing Co. 2001. ISBN 978-0-304-35469-6.
- Price, Fred W. . Cambridge University Press. 1988. ISBN 978-0-521-33500-3.
- Rükl, Antonín. . Kalmbach Books. 1990. ISBN 978-0-913135-17-4.
- Webb, Rev. T. W.  6th revised. Dover. 1962. ISBN 978-0-486-20917-3.
- Whitaker, Ewen A. . Cambridge University Press. 1999. ISBN 978-0-521-62248-6.
- Wlasuk, Peter T. . Springer. 2000. ISBN 978-1-85233-193-1.